# David Nelson (calciatore)
David Nelson (Douglas Water, 3 febbraio 1918 – West Haven, 27 settembre 1988) è stato un allenatore di calcio e calciatore scozzese, di ruolo centrocampista.

## Caratteristiche tecniche
Era un'ala sinistra.

## Carriera

### Giocatore
Nel gennaio del 1936 si aggrega al St. Bernard's, club della seconda divisione scozzese, con cui nella seconda parte della stagione 1935-1936 mette a segno 7 reti in 10 partite di campionato; nel maggio del 1936 viene ceduto per 200 sterline all'Arsenal, club della prima divisione inglese, con cui esordisce nel dicembre del 1936 in una vittoria casalinga per 3-1 contro il Preston N.E.; chiude la sua prima stagione al club con 8 presenze e 3 reti nella prima divisione inglese, alle quali aggiunge 9 presenze ed una rete nella stagione 1938-1939 (dopo non aver invece fatto registrare nessuna presenza nella stagione 1937-1938, in cui comunque faceva parte della rosa del club); durante tutte queste stagioni gioca inoltre regolarmente da titolare nella formazione riserve del club londinese. La sua carriera risulta fortemente influenzata dall'interruzione dei campionati a causa della seconda guerra mondiale, durante la quale presta servizio nell'esercito britannico giocando comunque in modo molto saltuario sia con l'Arsenal che con vari altri club (Motherwell, Celtic e Tottenham) nei vari tornei sostitutivi dei normali campionati), giocando poi inoltre 3 partite in prestito al Colchester Utd nella Southern Football League. Rimane all'Arsenal fino al dicembre del 1946, giocandovi ulteriori 10 partite in prima divisione, per un totale di 29 presenze e 4 reti fra tutte le competizioni ufficiali in dieci anni di permanenza nel club. Viene ceduto al Fulham, club di seconda divisione, nell'ambito dell'operazione di calciomercato che porta all'Arsenal Ronnie Rooke: con i Cottagers conclude la stagione 1946-1947 mettendo a segno 3 reti in 23 partite di campionato. A fine stagione passa per 6000 sterline al Brentford, club appena retrocesso in seconda divisione, con cui trascorre il triennio successivo giocando da titolare in questa categoria, per un totale di 106 presenze e 5 reti in partite di campionato; passa quindi al QPR in uno scambio con Bill Pointon: con gli Hoops in due stagioni gioca ulteriori 31 partite in seconda divisione; trascorre infine la stagione 1952-1953 in terza divisione al Crystal Palace, con cui gioca 12 partite di campionato.

### Allenatore
Dal marzo del 1953 al dicembre del 1955 è contemporaneamente sia giocatore che allenatore dell'Ashford Town, club semiprofessionistico della Kent Football League.

## Palmarès

### Giocatore

#### Competizioni nazionali
- Campionato inglese: 1

Arsenal: 1937-1938
- FA Charity Shield: 1

Arsenal: 1938